# عشق (فیلم ۱۹۲۷)
عشق (انگلیسی: Love) یک فیلم به کارگردانی ادموند گولدینگ و جان گیلبرت است که در سال ۱۹۲۷ منتشر شد. از بازیگران آن می‌توان به جان گیلبرت، گرتا گاربو، و جورج فاست اشاره کرد.